# Берген, Игорь
Игорь Берген (5 октября 1962) — советский и киргизский футболист, полузащитник. Выступал за сборную Кыргызстана.

## Биография
Во взрослом футболе начал выступать в 1981 году в составе фрунзенской «Алги» во второй лиге. В том же сезоне играл за фрунзенский «Семетей», затем два сезона провёл в клубе «ЦОР», обе этих команды состояли из молодых игроков и фактически готовили резервистов для «Алги». В 1984 году выступал за ошский «Алай». В 1985 году вернулся в «Алгу» и провёл в команде два сезона. С 1987 года и до распада СССР не выступал в соревнованиях мастеров.
После образования независимого чемпионата Кыргызстана присоединился к клубу «СКА-Достук» (Сокулук) и в его составе стал серебряным призёром сезона 1992 года. В 1993 году играл за «Спартак» (Токмак) и с этим клубом также завоевал серебряные медали. Всего в высшей лиге Кыргызстана сыграл 25 матчей и забил 4 гола.
В национальной сборной Кыргызстана провёл единственный матч 23 августа 1992 года в Кубке Центральной Азии против Узбекистана (0:3), вышел в стартовом составе и на 66-й минуте был заменён на Игоря Сергеева.
Дальнейшая судьба неизвестна.